# Friedrich Waneck
Friedrich Waneck (* 28. Juni 1880 in Wien; † 18. April 1923 ebenda) war ein österreichischer Politiker der Großdeutschen Volkspartei (GdP).

## Ausbildung und Beruf
Nach dem Besuch der Volksschule ging er an ein Gymnasium und promovierte später im Studium der Rechte. Er wurde Rechtsanwalt und verfasste verschiedene Werke (zum Beispiel „Die Stellung der Frau im gewerblichen Leben“ oder „Deutschnationale Politik im Österreichischen Volkshaus“).

## Politische Funktionen
- Mitglied der Reichsparteileitung der GdP

## Politische Mandate
- 10. November 1920 bis zu seinem Tod am 18. April 1923: Abgeordneter zum Nationalrat (I. Gesetzgebungsperiode), GdP

## Sonstiges
Friedrich Waneck wurde wegen politischer Delikte, Majestätsbeleidigung und Hochverrats wiederholt bestraft.